# GameZone
GameZone ist eine US-amerikanische computerspielejournalistische Website, die alle gängigen zeitgenössischen Plattformen abdeckt. Die Berichterstattung umfasst Nachrichten, Rezensionen, Vorschauen, Leitfäden und Leitartikel über Videospiele, Gaming-Kultur und Filme. Sie wurde Anfang 1994 in Livonia, Michigan, von Jeff und Kathy Connors als GameZone Online gegründet. Zum Redaktionsnetz gehören 30 freiberuflich und fest angestellte Spieletester. Bei GameRankings belegte die Seite zuletzt Platz 4 der meisten aggregierten englischsprachigen Reviews.